# Буриновське лісництво
Буриновське лісництво (рос. Буриновское лесничество) — присілок в Жуковському районі Калузької області Російської Федерації.
Населення становить 10 осіб. Входить до складу муніципального утворення Присілок Тростя.

## Історія
Від 2004 року входить до складу муніципального утворення Присілок Тростя

## Населення
| 2002 | 2010 |
| ---- | ---- |
| 11   | ↘10  |